# Makuhari Messe

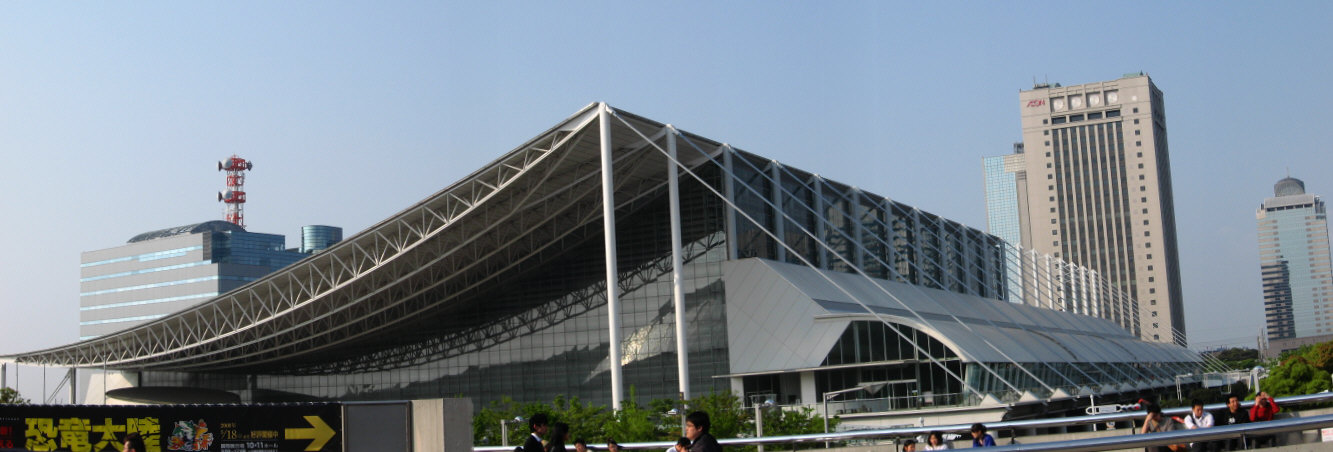
Makuhari Messe.

Die Makuhari Messe (jap. 幕張メッセ) ist eines der bekanntesten Kongresszentren Japans. Das Kongresszentrum liegt in Nakase, Mihama-ku in der Stadt Chiba, im Westen der Präfektur Chiba, in der Nähe von Tokio.

## Gebäudekomplex
Der Gebäudekomplex besteht aus der Internationalen Ausstellungshalle 1-11 (国際展示場, Kokusai tenjijō), der Internationalen Kongresshalle (国際会議場, Kokusai kaigijō) und der Makuhari Event Hall (幕張イベントホール, Makuhari ibento hōru) auf einer Gesamtfläche von rund 210.000 m². Auf dem Gelände gibt es Parkplätze für 6.000 Fahrzeuge.

## Geschichte
Das Kongresszentrum wurde in den späten 1980er Jahren fertiggestellt und eröffnet. Entworfen wurde das Gebäude von dem angesehenen und preisgekrönten japanischen Architekten Fumihiko Maki.
Das Gebäude hieß zunächst Nippon Convention Center (日本コンベンションセンター, Nippon konbenshon sentā). Am 1. Juli 2005 wurde der Name durch die Betreiberfirma in Makuhari Messe geändert. Der Name des Gebäudes wurde von Makuhari, dem Namen des Geschäftsviertels, und dem deutschen Wort Messe entlehnt.

## Verkehrsanbindung
Die Makuhari Messe liegt zwischen der Innenstadt von Tokio und dem Narita International Airport sowie in relativer Nähe zum Tokyo Disney Resort in Urayasu und den schwarzen Sandstränden in der pazifischen Präfektur Chiba. Sie hat eine gute Verkehrsanbindung und ist mit der Keiyō-Linie der JR East ab dem Bahnhof JR Kaihin-Makuhari zu erreichen.

## Veranstaltungen

### Ausstellungen
Das Messezentrum bietet geeignete Bedingungen für High-Tech-Events. Es ist traditioneller Veranstaltungsort des Tokyo Auto Salon (jährliche Automobilausstellung im Januar), der Tokyo Game Show (jährliche Videospiel- und Hardwareausstellung im September) und dem Jump Festa (jährliche Manga-, Anime- und Videospielausstellung im Dezember). Von 1989 bis 2009 wurde hier auch die Tokyo Motor Show im Ein- bis Zweijahrestakt im Oktober veranstaltet.

### Konzerte
Neben den Ausstellungen hat sich die Makuhari Messe ebenso als Veranstaltungsort großer Konzerte einen international anerkannten Namen gemacht:
Am 2. Juli 2005 fand hier das japanische Live-8-Konzert mit unter anderem McFly, Good Charlotte und Björk statt, das darüber hinaus das erste Live-8-Konzert war.
Ein anderes großes Konzert war das Festival Summer Sonic am 12. August 2006, bei dem unter anderem Daniel Powter, Muse und Daft Punk spielten.
Weitere Konzertauftritte in Chiba waren die von Kraftwerk und Jack Johnson.
Am 7. Juli 2007 wurde hier eines der beiden japanischen Live-Earth-Konzerte veranstaltet, auf der Bühne standen unter anderem Xzibit, Rihanna, Koda Kumi und Linkin Park.